# Jazz'halo (platenlabel)
Jazz'halo is een Belgisch platenlabel dat jazz-muziek uitbrengt. Het label is begonnen door Jazz'halo, een concertorganisator en distributeur die tevens een jazztijdschrift met dezelfde naam uitgeeft. Jazz'halo is gevestigd in Torhout.
Op het label waren eind 2012 25 albums uitgegeven, onder meer van Gilbert Isbin, Chris Joris, Joe Fonda, Cameron Brown, Rudy de Sutter, Sheila Jordon & Cameron Brown, Giorgio Occhipinti, Francesco Branciamore, Vinny Golia en Michael Jefry Stevens.